# Vumari
Vumari ist ein Verwaltungsbezirk (Ward) des Distrikts Same in der tansanischen Region Kilimandscharo.

## Geografie
Vumari liegt im Nordosten von Tansania rund 90 Kilometer Luftlinie südöstlich der Regionshauptstadt Moshi im zentralen Teil des Pare-Gebirges.
Der Bezirk grenzt im Nordwesten an Mgagao, im Nordosten an Toloha, im Osten an Kusiwani, im Süden an Mshewa, Mhezi und Mwembe und im Westen an Kisima, Same und Njoro. Bei der Volkszählung 2022 lebten 6117 Menschen in 1401 Haushalten auf einer Fläche von 483 Quadratkilometern.

## Gliederung
Der Bezirk besteht aus drei Gemeinden (Mtaa) mit 13 Orten (Kitongoji):
| Vumari - Vumari - Kiriveni - Chato - Matongo - Ighire - Majevu Juu | Kizungo - Mbono - Mghunga - Mshewa - Dido | Minyala - Minyala - Kwamomo - Msharambwe |

## Wirtschaft und Infrastruktur
- Bildung: Die Vumari Secondary School ist eine staatliche weiterführende Schule mit einer Ausbildung bis zur 4. Stufe.[8] Die Firma Kyocera installierte eine Solarstromanlage für diese Schule.[9]
- Gesundheit: Im Bezirk gibt es zwei staatliche Apotheken, eine in der Gemeinde Vumari[10] und eine in Minyala.[11]

## Sonstiges
- Das Vumari-Waldreservat ist eine Zielregion der Internationalen Klimaschutzinitiative des deutschen Bundesministeriums für Wirtschaft und Klimaschutz. Ziel ist die Wiederherstellung der gemischten (sub-)montanen Wälder der Eastern Arc Mountains durch Schulungen und praktische Umsetzung von Maßnahmen.[12]
- Die St. Viti-Kirchengemeinde Leiferde unterhält seit 1982 eine Partnerschaft mit der Gemeinde Kizungo.[13]